# Coleophora chrysanthemi
Coleophora chrysanthemi é uma espécie de mariposa do gênero Coleophora pertencente à família Coleophoridae.